# Kitica
Kitica ili strofa je veća cjelina u najčešće lirskoj pjesmi koja se sastoji od barem jednog stiha, a određuje se prema broju stihova u njoj. Raspored, u kojem se rimuju parovi stihova, zovemo parna rima. Njena shema je aabb. Raspored, u kojem se rimuju prvi s trećim i drugi s četvrtim stihom unutar jedne strofe ukrštena rima. Njena shema je abab. Raspored, u kojem se rimuju unutarnji i vanjski stihovi, je obgrljena rima. Njena shema je abba.

## Vrste strofa
- jednostih (monostih) - strofa od jednog stiha
- dvostih (distih) - strofa od dva stiha

aa
Alfred Tennyson, Locksley Hall
- trostih (tercina) - strofa od tri stiha

aaa
Tommaso da Celano, Dies Irae
- četverostih (katren) - strofa od četiri stiha

aabb
William Blake, The Tiger
abab
Arthur Rimbaud, Le bateau ivre
abba
Alfred Tennyson, In memoriam
Antun Gustav Matoš, Canticum canticorum
- peterostih (kvintina)- strofa od pet stihova

aabba
Edward Lear, The book of nonsense
- šesterostih (sekstina) - strofa od šest stihova

ababcc
William Shakespeare, Venus and Adonis
Antun Gustav Matoš, Iseljenik
- sedmerostih (septima) - strofa od sedam stihova

ababbcc
William Shakespeare, The rape of Lucrece
- osmerostih (oktava) - strofa od osam stihova

abababcc
Torquato Tasso, Gerusalemme liberata
- deveterostih (nona) - strofa od devet stihova

ababbcbcc
Edmund Spenser, The faerie queene
- deseterostih (decima) - strofa od deset stihova.

ababccdeed
John Keats, Ode to nightingale
- Skup stihova koji čini osjećajnu, ritmičku i misaonu cjelinu.
Primjerice, pjesma 'Slap' Dobriše Cesarića ima tri strofe i to je distih, odnosno strofa od dva stiha.
Slap
1. Teče i teče, teče jedan slap;
Šta u njemu znači moja mala kap?
2. Gle, jedna duga u vodi se stvara,
I sjaji i dršće u hiljadu šara.
3. Taj san u slapu da bi mogo sijati,
I moja kaplja pomaže ga tkati.